# Rozendaal
Rozendaal es un municipio y una localidad de la Provincia de Güeldres de los Países Bajos.

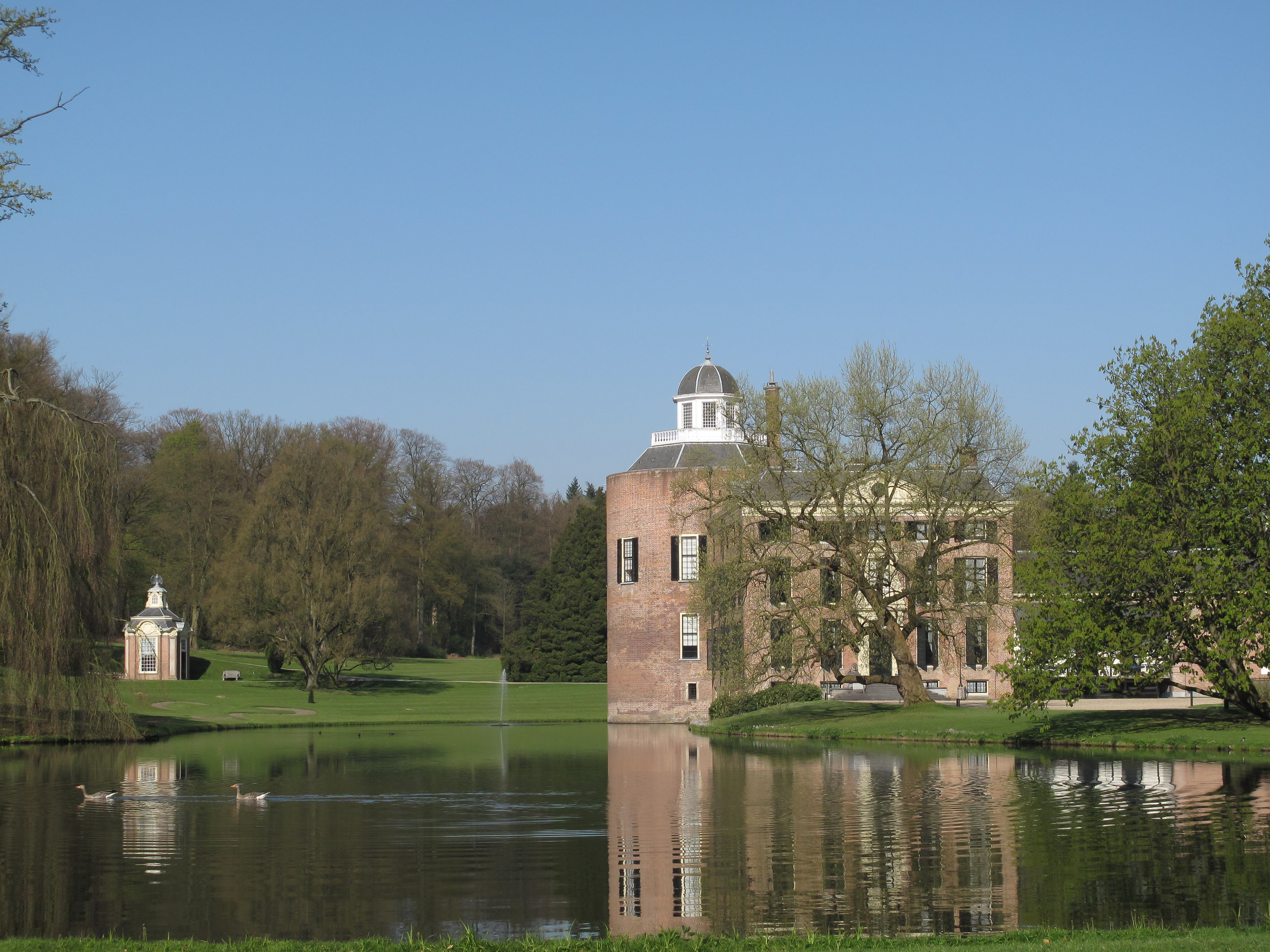
El castillo: kasteel Rozendaal

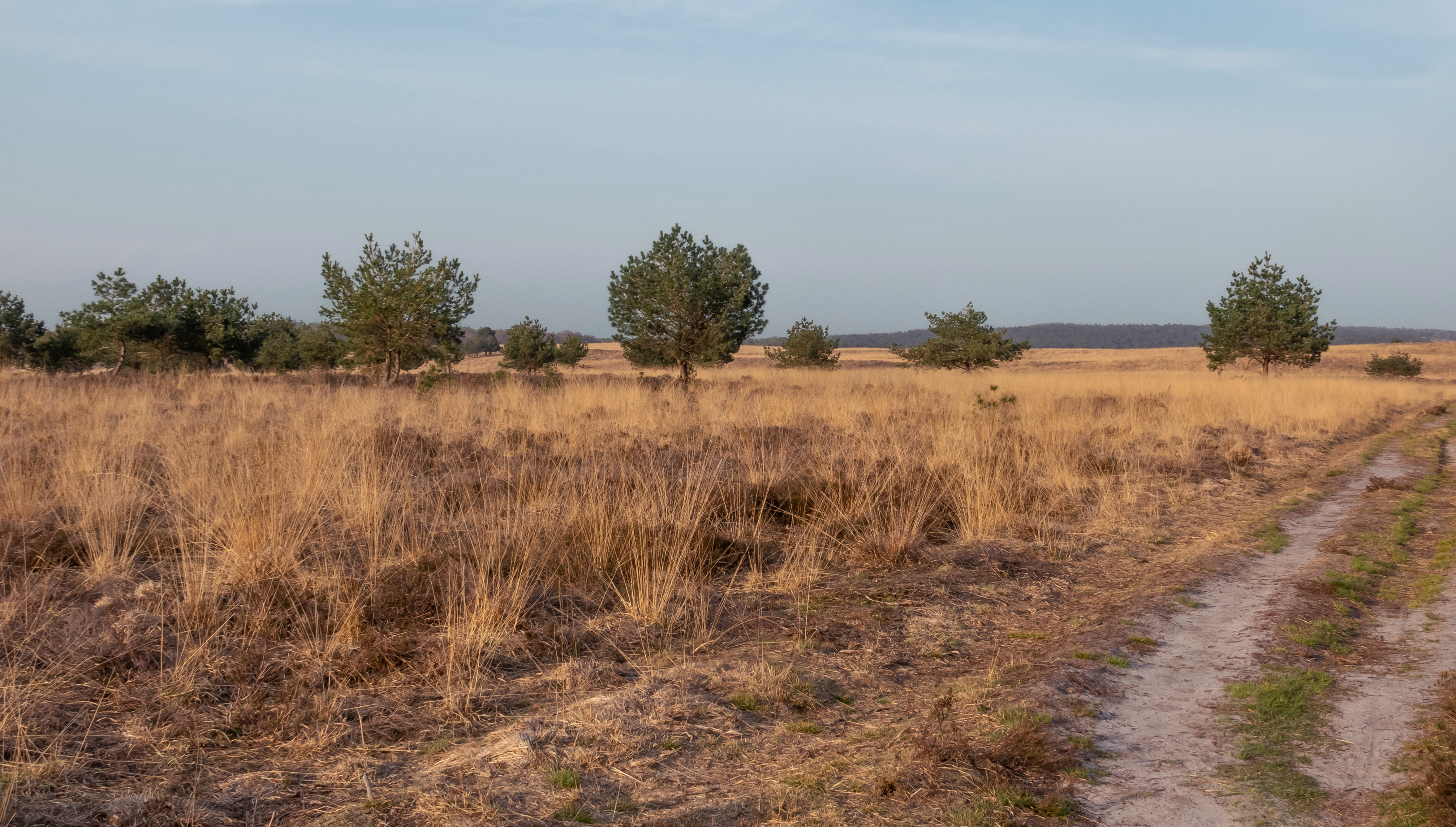
Vista en el Rozendaals Veld cerca la Brandtoren